# Université d'État de Brest
L’université d'État A.S. Pouchkine de Brest (en russe : Брестский государственный университет имени А. С. Пушкина), est une institution d'enseignement supérieur universitaire située dans la ville de Brest, en Biélorussie.

## Histoire
L'université est fondée en 1995 à partir des structures de l'Institut supérieur qui existait à Brest depuis les années 1945-1950. Cette transformation en université a provoqué un changement qualitatif du travail pédagogique et scientifique. C'est le plus grand établissement d'enseignement dans la région de Brest. Il est au cœur de la vie culturelle du sud-ouest de la Polésie. 52 départements y emploient 560 enseignants, dont 240 doctorants.

## Structure
Il existe 12 facultés dans l'université:
- faculté de biologie
- faculté de géographie
- faculté d'histoire
- faculté de physique- mathématique
- faculté de psycho-pédagogie
- faculté de socio-pédagogie
- faculté de langues étrangères
- faculté d'éducation physique
- faculté de philologie
- faculté de droit
- faculté préparatoire

L'accès à l'université est soumis à un examen d'admission. Les candidats doivent être titulaires de leur baccalauréat, d'une maîtrise ou d'un diplôme d'École supérieure. L'université dispose d'un service d'éditions.
Des liens étroits existent avec la Pologne et dans le cadre du programme d'activités pour les élèves de polonais langue étrangère sont organisées des visites de Rzeszów,Lublin, Siedlce les villes polonaises proches. Dans deux écoles secondaires à Brest et à l'école secondaire dans Kobrin, 
sont organisées des préparations à l'étude approfondie de la langue polonaise à l'université.